# Johannes Theodor Baargeld
Johannes Theodor Baargeld, pseudonyme d'Alfred Emanuel Ferdinand Gruenwald (Stettin, Empire allemand, 9 octobre 1892 - massif du Mont-Blanc, France, 17 ou 18 août 1927), est un écrivain et plasticien allemand.

## Biographie
Le pseudonyme est volontairement ironique : Bargeld signifie « argent liquide » en allemand.
Dans un environnement privilégié où son père est directeur d'une importante société d'assurance doublé d'un collectionneur d'art moderne, Johannes Baargeld étudie le droit et les sciences économiques à Oxford puis à Bonn, de 1912 à 1914.

À la déclaration de guerre, en août 1914, il s'engage dans un régiment de cuirassiers en tant qu'officier de réserve. En février 1917, il est affecté dans les troupes aéroportées. La même année, il écrit des textes pour un journal pacifiste Die Aktion.

En 1918, il s'inscrit au parti socialiste indépendant allemand (USPD), situé à l'extrême gauche du parti socialiste. Pendant l'occupation britannique de la Rhénanie, Baargeld soutient la publication d'un périodique marxiste Der Ventilator. Dissimulé sous la forme d'un supplément à la presse quotidienne pour échapper à la censure, il est distribué aux portes des usines. Ce périodique devient un organe d'expression pour le mouvement dada de Cologne. Il est saisi par les autorités britanniques après six numéros. Baargeld publie ensuite Bulletin D et, avec la collaboration de Max Ernst, Die Schammade qui se veut une compilation des activités dada à Cologne, Paris et Zurich. On le surnomme alors Zentrodada. En avril 1920, il organise à Cologne la première exposition dada et fin juin, à Berlin, la Première foire internationale Dada.
Après ses premières contributions au mouvement sous forme de textes politiques et poétiques, Baargeld s'essaie, en autodidacte, au collage, au photomontage et au dessin. Le Roi rouge, Les Cafards ou L'Œil humain (réalisés en 1920) peuvent être considérés comme les premiers dessins « automatiques ».
Avec ses photos-collages, Baargeld joue de l'identité et du travestissement, pour la plus grande joie des dadaïstes. Ainsi dans Vulgaire amalgame : travesti cubique devant ce qu'il croit être une bifurcation, il associe la photo d'une Vénus à la fourrure d'allure androgyne au portrait académique (tête posée sur une main, index sur la joue) du peintre cubiste Albert Gleizes entouré de figures géométriques phalliques. Les dadaïstes y voient une revanche de leur expulsion de la Section d'or par les cubistes. Gleize lui-même comprend fort bien l'attaque : « On trouve constamment leurs cerveaux hantés par un délire sexuel et une fringale scatologique. »
Dans Typique amalgame vertical en tant que représentation du Dada Baargeld, Baargeld colle la photo de son visage sur le buste de la Vénus de Milo.
Dans une lettre du 17 février 1920 adressée à Tristan Tzara, Max Ernst écrit : « Il y a seulement un vrai président ici sauf moi (à Cologne), c'est Baargeld. » Au cours de l'année, le groupe de Cologne organise une exposition qui fait scandale au point d'être interdite. Baargeld y présente l'oeuvre Fluidoskeptrik.
Le 2 mai 1921, l'exposition Max Ernst organisée à la libraire Au Sans Pareil à Paris présente un « fatagaga », œuvre créée en commun avec Ernst. Ensuite, Baargeld se détourne de dada et renie toutes ses participations passées.

## Source bibliographique
- Laurent Le Bon (sous la direction de), Dada, catalogue de l'exposition présentée au centre Pompidou à Paris (octobre 2005 - janvier 2006), éditions du Centre Pompidou, Paris, 2005.